# Filipe de Magalhães
Filipe de Magalhães (Azeitão, c. 1571 - Lisboa, 1652) foi um compositor português de polifonia sacra.

## Vida
Filipe de Magalhães nasceu em Azeitão, Portugal, em 1571. Estudou música na Sé Catedral de Évora com Manuel Mendes e era colega de Duarte Lobo e Manuel Cardoso. Em 1589 substituiu Manuel Mendes como mestre dos Claustros da Sé. Foi para Lisboa, onde foi membro do coro da Capela Real e, mestre de Capela da Misericórdia. No dia 27 de março de 1623, foi nomeado mestre da Capela Real, onde permanece até 1641.
Em Évora, foi professor de Estevão de Brito, Esteban López Morago e Manuel Correia, que manteve a escola de música da Catedral de Évora.

## Obra
Magalhães dedicou-se à composição de obras sacras para a liturgia, no estilo polifónico. A maioria delas foram publicados em coleções como a Missarum Liber e os Cantica Beatissima Virgines, publicado em Lisboa em 1639. Também escreveu um livro de cantochão, Cantus Ecclesiasticus, que foi publicado em cinco edições diferentes (os primeiros em Lisboa em 1614 e em Antuérpia, em 1642, e a última em 1724).
O catálogo da Biblioteca de Música do rei João IV de Portugal também menciona uma missa a 8 vozes, Lamentações a 6 vozes para a Quinta-Feira Santa, um villancico de Natal a 5 vozes e cinco motetes a 5 e 6 vozes. As obras presentes na biblioteca do rei perderam-se durante o Terramoto de 1755.

## Edições Musicais (Partituras)
- Leal, Luís Pereira (1975), Liber Missarum, Portugaliae Musica, vol. XXXI, Lisboa, Fundação Calouste Gulbenkian. A Separata tem a Missa de Beata Virgine Maria.
- Ribeiro, Mário de Sampaio (1961), 10 Trechos Selectos: Transcritos e Revistos por Mário de Sampayo Ribeiro, Lisboa, Sassetti.